# NGC 829
NGC 829 is een spiraalvormig sterrenstelsel in het sterrenbeeld Walvis. Het hemelobject werd op 23 september 1865 ontdekt door de Duits-Deense astronoom Heinrich Louis d'Arrest.

## Synoniemen
- PGC 8182
- MCG -1-6-49
- KUG 0206-080A
- IRAS02062-0801